# Dorf on Golf
Dorf on Golf ist eine US-amerikanische Golfsatire aus dem Jahr 1987. Die Hauptrolle spielt Tim Conway als Dag Dorf, ein angeblicher Golfexperte, der zwar die Theorien, aber nicht die Technik des Golfspiels beherrscht, und außerdem unter der minimalen geistigen Aktivität seines stets zu Tode gelangweilten Caddys Leonard, dargestellt von Vincent Schiavelli, leidet.
Dorf ist kleinwüchsig, spricht mit einem komischen Akzent, was sich dadurch erklärt, dass er Halb-Skandinavier ist, und trägt ein Toupet.
Der Film ist der erste Film einer Serie von sechs Filmen von Tim Conway mit Dorf zum Thema Sport in der Art von How to…- Serien. Die weiteren Teile sind
- Dorf’s Golf Bible (1988),
- Dorf and the First Games of Mount Olympus (1988),
- Dorf Goes Auto Racing (1990),
- Dorf Goes Fishing (1993) und
- Dorf on the Diamond (1996).

## Handlung
„Dorf on Golf“ ist ein Lehrvideo für Golfamateure. Diese sollen mit Hilfe von Dorf lernen, wie man anständig Golf spielt. Dorf ist laut dem Video der Champion. Allerdings hat er drei Probleme: Erstens ist er sehr klein, weshalb er nur spezielle kleine Schläger verwenden kann. Zweitens kennt er zwar die theoretischen Erfolgsgeheimnisse des Golfens, kann sie aber nicht in seine Technik umsetzen und hat eher mäßigen Erfolg. Drittens hat sein Caddy Leonard von Golf, inklusive von den Verwendung findenden Begriffen, keine Ahnung. Auch ist er sonst alles andere als intelligent, was sich sowohl auf seine Punktzahl wie auch auf seine Gesundheit nachteilig auswirkt. Auch seine Erklärungsversuche an der Karte des Golfparcours gestalten sich als schwierig. Grund dafür ist Leonards Freundin Boom-Boom. Sie sagt nie etwas und ist ebenfalls nicht besonders intelligent. So nimmt sie zum Beispiel einmal die ganze Tafel mit der Karte mit, als sie Dorf aus dem Weg gehen soll.

## Wissenswertes
- Dorf on Golf lief traditionsgemäß bis 2011 zum Jahreswechsel auf Sport1, ehemals DSF.
- Tim Conway ist laut Internet Movie Database 1,68 m groß. Für seine Rolle wurde er bis zu den Knien eingegraben. Beim Laufen wurde dabei mit Tricks gearbeitet, und man sieht ihn nur von vorne.
- Immer, wenn Boom-Boom läuft, ertönt eine Trommel. Dies war namensgebend für den Charakter.
- Der Name Dorf soll an Dwarf, was auf Deutsch Zwerg bedeutet, erinnern.